# Melitaea burri
Melitaea burri är en fjärilsart som beskrevs av De Lattin 1950. Melitaea burri ingår i släktet Melitaea och familjen praktfjärilar. Inga underarter finns listade i Catalogue of Life.